# Jan van der Molen
Jan van der Molen Tzn. (Nijeveen, 1 oktober 1867 - Rotterdam, 12 november 1939) was een Nederlandse onderwijzer en politicus.
Jan Tekeszoon van der Molen werd geboren in Nijeveen, waar zijn vader smid was. Hij volgde de onderwijzersopleiding op de Rijksnormaalschool te Steenwijk waar hij in 1885 de acte behaalde. Daarna werd hij onderwijzer te Brucht en Utrecht en hoofdonderwijzer te Baflo tot 1903. In dat jaar werd hij benoemd tot schoolopziener, eerst in Dokkum en later in Hillegersberg. In 1908 werd hij tevens gekozen tot lid van de Tweede Kamer voor de ARP wat hij tot 1925 zou blijven. Hij was de onderwijsspecialist van de ARP in de Kamer en werkte mee aan vele onderwijshervormingen en wetgeving. Ook was hij van 1911 tot 1919 raadslid en wethouder van onderwijs van de gemeente Rotterdam. In 1919 werd hij tot burgemeester van Renkum benoemd wat hij tot zijn pensioen in 1934 zou blijven.
Van der Molen trouwde op 15 januari 1891 te Wildervank met Geertje Kuik. Zij werden de ouders van professor Gesina van der Molen, hoogleraar volkenrecht aan de VU.
Van der Molen behoorde tot de Gereformeerde Kerken in Nederland.